# Australian IndyCar Grand Prix 1995
Australian IndyCar Grand Prix 1995 var ett race som var den andra deltävlingen i PPG IndyCar World Series 1995. Racet Gold Coast Indy 300 kördes den 19 mars i Surfers Paradise, Gold Coast, Australien. Paul Tracy vann racet, vilket var i hans bara andra tävling för Newman/Haas Racing. Bobby Rahal slutade tvåa, och tog därmed över mästerskapsledningen, bara två poäng före racets fyra Maurício Gugelmin.

## Slutresultat
| Plats | Förare               | Team                     | Grid | Kvaltid  |
| ----- | -------------------- | ------------------------ | ---- | -------- |
| 1     | Paul Tracy           | Newman/Haas Racing       | 9    | 1.37,700 |
| 2     | Bobby Rahal          | Rahal-Hogan Racing       | 13   | 1.38,113 |
| 3     | Scott Pruett         | Patrick Racing           | 11   | 1.38,057 |
| 4     | Maurício Gugelmin    | PacWest Racing           | 10   | 1.37,802 |
| 5     | Danny Sullivan       | PacWest Racing           | 19   | 1.38,738 |
| 6     | Al Unser Jr.         | Marlboro Team Penske     | 3    | 1.36,975 |
| 7     | Eddie Cheever        | A.J. Foyt Enterprises    | 17   | 1.38,539 |
| 8     | Raul Boesel          | Rahal-Hogan Racing       | 21   | 1.39,313 |
| 9     | Michael Andretti     | Newman/Haas Racing       | 1    | 1.36,770 |
| 10    | Eliseo Salazar       | Dick Simon Racing        | 23   | 1.39,881 |
| 11    | Hiro Matsushita      | Arciero-Wells Racing     | 26   | 1.42,253 |
| 12    | Dean Hall            | Dick Simon Racing        | 25   | 1.41,586 |
| 13    | Teo Fabi             | Forsythe Racing          | 5    | 1.37,135 |
| 14    | Robby Gordon         | Walker Racing            | 15   | 1.38,275 |
| 15    | Bryan Herta          | Chip Ganassi Racing      | 18   | 1.38,604 |
| 16    | Gil de Ferran        | Jim Hall Racing          | 6    | 1.37,343 |
| 17    | Stefan Johansson     | Bettenhausen Motorsports | 7    | 1.37,642 |
| 18    | Emerson Fittipaldi   | Marlboro Team Penske     | 4    | 1.37,097 |
| 19    | Alessandro Zampedri  | Payton/Coyne Racing      | 20   | 1.39,138 |
| 20    | Jacques Villeneuve   | Team Green               | 2    | 1.36,908 |
| 21    | Buddy Lazier         | Project Indy             | 24   | 1.40,250 |
| 22    | Eric Bachelart       | Payton/Coyne Racing      | 16   | 1.38,532 |
| 23    | André Ribeiro        | Tasman Motorsports       | 22   | 1.39,352 |
| 24    | Jimmy Vasser         | Chip Ganassi Racing      | 8    | 1.37,653 |
| 25    | Christian Fittipaldi | Walker Racing            | 14   | 1.38,180 |
| 26    | Adrián Fernández     | Galles Racing            | 12   | 1.38,059 |